# 艾谢尔哈特
艾谢尔哈特是德国莱茵兰-普法尔茨州的一个市镇。总面积2.84平方公里，总人口469人，其中男性241人，女性228人（2011年12月31日），人口密度165人/平方公里。